# Piotr Żurawski
Piotr Żurawski (ur. 14 października 1985 w Bytomiu) – polski aktor teatralny, telewizyjny i filmowy. Brat aktora Michała Żurawskiego.

## Życiorys

### Wczesne lata
Wychowywał się w Chorzowie w rodzinie pochodzenia żydowskiego i tatarskiego. Jego ojciec, Janusz Żurawski, był zapaśnikiem i na krótko udzielał się w zarządzie AKS Chorzów. Wychował się w tradycji katolickiej. Przygodę z filmem rozpoczynał oglądając zdarte kasety VHS, a film Karmazynowy pirat z Burtem Lancasterem sprawił, że chciał zostać aktorem. Jednak dopiero za sprawą starszego brata Michała (ur. 1979), który został zawodowym aktorem, na poważnie zainteresował się aktorstwem. W 2004 ukończył III Liceum Ogólnokształcące im. Stefana Batorego w Chorzowie. Studiował przez dwa lata na Akademii Teatralnej im. Aleksandra Zelwerowicza w Warszawie, ale jej nie ukończył.

### Kariera teatralna
W 2006, jeszcze jako student Akademii Teatralnej, zadebiutował rolą młodego lokaja w sztuce Stanisława Ignacego Witkiewicza Nadobnisie i Koczkodany, czyli Zielona Pigułka w reż. Łukasza Kosa na scenie Teatru Powszechnego im. Zbigniewa Hübnera w Warszawie. Po dwóch latach zrezygnował ze studiów i przeniósł się do Jeleniej Góry, gdzie związał się z Teatrem im. Cypriana Kamila Norwida. Po świetnie przyjętej roli Andreasa Baadera w Śmierci Człowieka-Wiewiórki (2007) Małgorzaty Sikorskiej-Miszczuk w reż. Natalii Korczakowskiej, zagrał parobka w Klątwie (2007) Stanisława Wyspiańskiego w reż. Łukasza Kosa, Orestesa w Elektrze (2008) Eurypidesa w reż. Natalii Korczakowskiej, Ferdynanda w Intrydze i miłości (2008) Friedricha Schillera w reż. Katarzyny Raduszyńskiej oraz wystąpił w spektaklu Gog i Magog. Kronika chasydzka (2008) Martina Bubera w reż. Michała Zadary.
W Teatrze Nowym im. Kazimierza Dejmka w Łodzi pojawił się gościnnie w Królu_Duchu (2009) Juliusza Słowackiego w reż. Łukasza Kosa, z którym potem współpracował jeszcze w Teatrze IMKA podczas realizacji Króla Dramatu (2012) Marka Modzelewskiego. W latach 2010–2012 występował w Teatrze Polskim w Bydgoszczy w spektaklach: Słowacki. 5 dramatów. Rekonstrukcja historyczna (Mazepa, Sen srebrny Salomei, Ksiądz Marek, Horsztyński, Kordian) (2010) w reż. Pawła Wodzińskiego, Kill the kac (2010) w reż. Gesine Danckwart, Hekabe (2011) Eurypidesa w reż. Łukasza Chotkowskiego jako zjawa Polydora, Mickiewicz. Dziady. Performance (2011) Adama Mickiewicza w reż. Pawła Wodzińskiego jako kruk, Tomasz, Adolf i chórzysta, Wielki Gatsby (2011) Francisa Scotta Fitzgeralda w reż. Michała Zadary jako George Wilson, Szwoleżerowie (2011) Artura Pałygi w reż. Jana Klaty jako Krzyś Młody oraz Opera za trzy grosze (2011) Bertolta Brechta w reż. Pawła Łysaka w roli Filcha.
W Teatrze IMKA został obsadzony w Wodzireju (2011) Feliksa Falka w reż. Remigiusza Brzyka i Hamlecie (2015) w reż. Joanny Drozdy. W Teatrze „Polonia” zagrał postać Jamiego Tyrone’a w przedstawieniu Zmierzch długiego dnia (2012) Eugene’a O’Neilla w reż. Krystyny Jandy. W Teatrze Zagłębia w Sosnowcu wystąpił gościnnie jako zięć Sztygara w produkcji Koń, kobieta i kanarek (2014) Tomasza Śpiewaka w reż. Remigiusza Brzyka. W 2016 rozpoczął współpracę z Teatrem Studio, gdzie zagrał w spektaklach: Ripley pod ziemią Mary Patricia Highsmith w reż. Radosława Rychcika jako Christopher Greenleaf i Bydło Szczepana Orłowskiego w reż. Jacka Poniedziałka jako Jed.

### Kariera ekranowa
W 2007 po raz pierwszy wystąpił na małym ekranie jako Natan Cymertopf, absolwent gimnazjum żydowskiego pochodzenia w melodramacie wojennym Michała Kwiecińskiego Jutro idziemy do kina. W 2008 zadebiutował na kinowym ekranie w filmie sportowym Kasi Adamik Boisko bezdomnych u boku Marcina Dorocińskiego. Rozpoznawalność przyniosła mu rola Romka Sajkowskiego, żydowskiego chłopaka, który walczy o przetrwanie w okupacyjnej rzeczywistości, w serialu wojennym Czas honoru (2008–2014). W dramacie Macieja Pieprzycy Chce się żyć (2013) zagrał niewielką rolę Leszka, współlokatora Mateusza (Dawid Ogrodnik) w ośrodku. Po raz pierwszy otrzymał pierwszoplanową rolę Horoscopa w komediodramacie Kebab i Horoskop (2014).
Wystąpił w serialach takich jak Aż po sufit! (2015), Bodo (2016) i Wataha (2017). Komedia muzyczna Michała Rogalskiego Gotowi na wszystko. Exterminator (2017) z jego udziałem w roli Krzysztofa „Lizzy’ego” Wieczorka była prezentowana na 11. Międzynarodowym Festiwalu Kina Niezależnego Off Camera. W niemiecko-polskim dramacie Juliana Pörksena Whatever Happens Next (2018) z udziałem Andrzeja Mastalerza pojawił się jako oszust. W dramacie Córka trenera (2018) wystąpił w roli wesołka Cysorza.

## Nagrody i nominacje
Za kreację Mateusza „Kampera” Brzezińskiego, wiecznego chłopca, który pracuje jako tester gier komputerowych i bardzo ceni sobie swoje życie bez większych zobowiązań, w komediodramacie Kamper (2016) zdobył Jantar za główną rolę męską na Festiwalu „Młodzi i Film” w Koszalinie oraz był nominowany nagrody im. Zbyszka Cybulskiego.
Za rolę Marcela Nowackiego w filmie krótkometrażowym Marcel (2018) został uhonorowany nagrodą specjalną jury Konkursu Filmów Krótkometrażowych na 44. Festiwalu Polskich Filmów Fabularnych w Gdyni za „błyskotliwą narrację, lekki dowcip i wyrazistą kreację” i otrzymał nominację do Nagrody Polskiego Kina Niezależnego im. Jana Machulskiego w kategorii najlepszy aktor. Rola Maćka Hodowanego w dramacie Marka Lechkiego Interior (2019) przyniosła mu nominację do nagrody im. Zbyszka Cybulskiego.

## Życie prywatne
Jest związany z Martą Ścisłowicz.

## Filmografia

### Filmy
| Rok  | Tytuł                                   | Rola                                                         | Uwagi |
| ---- | --------------------------------------- | ------------------------------------------------------------ | --- |
| 2007 | Jutro idziemy do kina                   | Natan Cymertopf, absolwent gimnazjum żydowskiego pochodzenia | |
| 2008 | Boisko bezdomnych                       | Michał                                                       | |
| 2013 | W ciemnym lesie                         | „Robaczek”                                                   | |
| 2013 | Chce się żyć                            | Leszek, współlokator Mateusza w ośrodku                      | |
| 2013 | Stacja Warszawa                         | zabójca „Igły”                                               | |
| 2013 | Leszczu                                 | Paweł „Szuwar”                                               | |
| 2014 | Miasto 44                               | Żyd                                                          | |
| 2014 | Kebab i Horoskop                        | „Horoskop”                                                   | |
| 2014 | Hardkor Disko                           |                                                              | |
| 2014 | Arbiter uwagi                           | Rafał                                                        | |
| 2015 | Karbala                                 | Waszczuk „Młody”                                             | |
| 2016 | Kamper                                  | Mateusz Brzeziński „Kamper”                                  | Jantar za główną rolę męską na Festiwalu „Młodzi i Film” w Koszalinie; nominacja do nagrody im. Zbyszka Cybulskiego |
| 2016 | Bodo                                    | Moryc Blum, przyjaciel Eugeniusza Bodo                       | |
| 2017 | Pokot                                   | strażnik miejski                                             | |
| 2017 | Gotowi na wszystko. Exterminator        | Krzysztof Wieczorek „Lizzy”                                  | |
| 2018 | Córka trenera                           | „Cysorz”                                                     | |
| 2018 | Whatever Happens Next                   | oszust                                                       | |
| 2019 | Marek Edelman... i była miłość w Getcie | rykszarz Janek Bilak                                         | |
| 2019 | Legiony                                 | „Zyga”                                                       | |
| 2019 | Marcel                                  | Marcel Nowacki                                               | nagroda specjalna jury Konkursu Filmów Krótkometrażowych na 44. Festiwalu Polskich Filmów Fabularnych w Gdyni za „błyskotliwą narrację, lekki dowcip i wyrazistą kreację”; nominacja do Nagrody Polskiego Kina Niezależnego im. Jana Machulskiego w kategorii najlepszy aktor |
| 2019 | Interior                                | Maciek Hodowany                                              | nominacja do nagrody im. Zbyszka Cybulskiego |
| 2019 | Ciemno, prawie noc                      | Albert Kukułka w młodości                                    | |
| 2020 | Bliscy                                  | „Gościu”                                                     | |
| 2021 | 1:11                                    | Tomek Wierny                                                 | |
| 2021 | Anatomia                                |                                                              | |
| 2022 | Ostatnia wieczerza                      | Marek                                                        | |
| 2024 | Rzeczy niezbędne                        | Adam                                                         | |
| 2024 | Spadek                                  | policjant                                                    | |

### Seriale
| Rok             | Tytuł                | Rola                                     | Uwagi         |
| --------------- | -------------------- | ---------------------------------------- | ------------- |
| 2008            | Ojciec Mateusz       | więzień Adam                             | odc. 11       |
| 2008–2012, 2014 | Czas honoru          | Romek Sajkowski, brat Leny               |               |
| 2009            | Sprawiedliwi         | sekretarz konsul Izraela                 | odc. 1        |
| 2010            | 1920. Wojna i miłość | Staszek Batowski, sąsiad Poli            | odc. 9        |
| 2010            | Nowa                 | „student”                                | odc. 5        |
| 2011            | Plebania             | kolega Mateusza                          | odc. 1658     |
| 2011            | Ludzie Chudego       | gangster                                 | odc. 25, 26   |
| 2012            | Lekarze              | dziennikarz „Wiadomości Toruńskich”      | odc. 7        |
| 2013            | Prawo Agaty          | Bernard Bogacz                           | odc. 52       |
| 2014            | Sama słodycz         | Stefano, pracownik szkoły językowej      | odc. 4, 5, 11 |
| 2014            | Komisarz Alex        | fryzjer Jacek Jastrzębski                | odc. 75       |
| 2014            | Lekarze              | Tomczyk, dziennikarz „Gazety Toruńskiej” | odc. 51       |
| 2015            | Aż po sufit!         | Milo Karandonis                          |               |
| 2016            | Bodo                 | Moryc Blum, przyjaciel Eugeniusza Bodo   | odc. 1-12     |
| 2017, 2019      | Wataha               | Sylwester Wiśniak, człowiek Cinka        |               |
| 2018–2019       | Za marzenia          | Piotr                                    | odc. 11, 15   |
| 2018–2021       | Chyłka               | „Kormak”                                 |               |
| 2020            | Król                 | Moryc Szapiro, brat Jakuba               |               |
| 2020            | Osiecka              | Daniel Passent                           | odc. 8        |

### Dubbing
- 2021: Eternals – Kro[20]